# Denys Antoine Chahda
Denys Antoine Chahda (Aleppo, Síria, 19 de agosto de 1946) é um arcebispo católico siríaco de Aleppo.

## Biografia
Denys Antoine Chahda ingressou no seminário menor de Charfet (Líbano) em 1965 para completar seus estudos e continuou com o ciclo de filosofia e teologia na Universidade "S. Esprit-Kaslik" no Líbano. Recebeu o Sacramento da Ordem para a Arquieparquia Sírio-Católica de Alepo em 1º de julho de 1973.
Serviu os fiéis em Alepo por seis anos. Em 1979 foi transferido para Maracay, Venezuela. Ele empreendeu a construção de um enorme complexo paroquial para poder reunir e ajudar famílias e jovens sírios que imigraram para a Venezuela. Também era pároco de "Nuestra Señora de la Asunción". Tinha o título de Corepíscopo.
Em 28 de junho de 2001, o Papa João Paulo II erigiu o Exarcado para os fiéis siro-católicos residentes na Venezuela e o nomeou como Exarca Apostólico sem caráter episcopal. O Sínodo dos Bispos da Igreja Católica Siríaca, reunido em Charfet, de 11 a 15 de setembro de 2001, elegeu Chahda para o Arcebispado de Alepo dos Sírios, que ficou vago após a transferência de Denys Raboula Antoine Beylouni. O papa deu seu consentimento em 13 de setembro de 2001.
O Patriarca católico sírio de Antioquia, Inácio Pierre VIII Abdel-Ahad, o consagrou bispo em 16 de dezembro do mesmo ano, na Catedral de Alepo; os co-consagradores foram Joseph Younan, Bispo da Eparquia de Nossa Senhora da Libertação de Newark, e o Arcebispo Emérito da Arquieparquia Sírio-Católica de Aleppo, Denys Raboula Antoine Beylouni.